# Серебряный цвет
Серебряный (#C0C0C0)

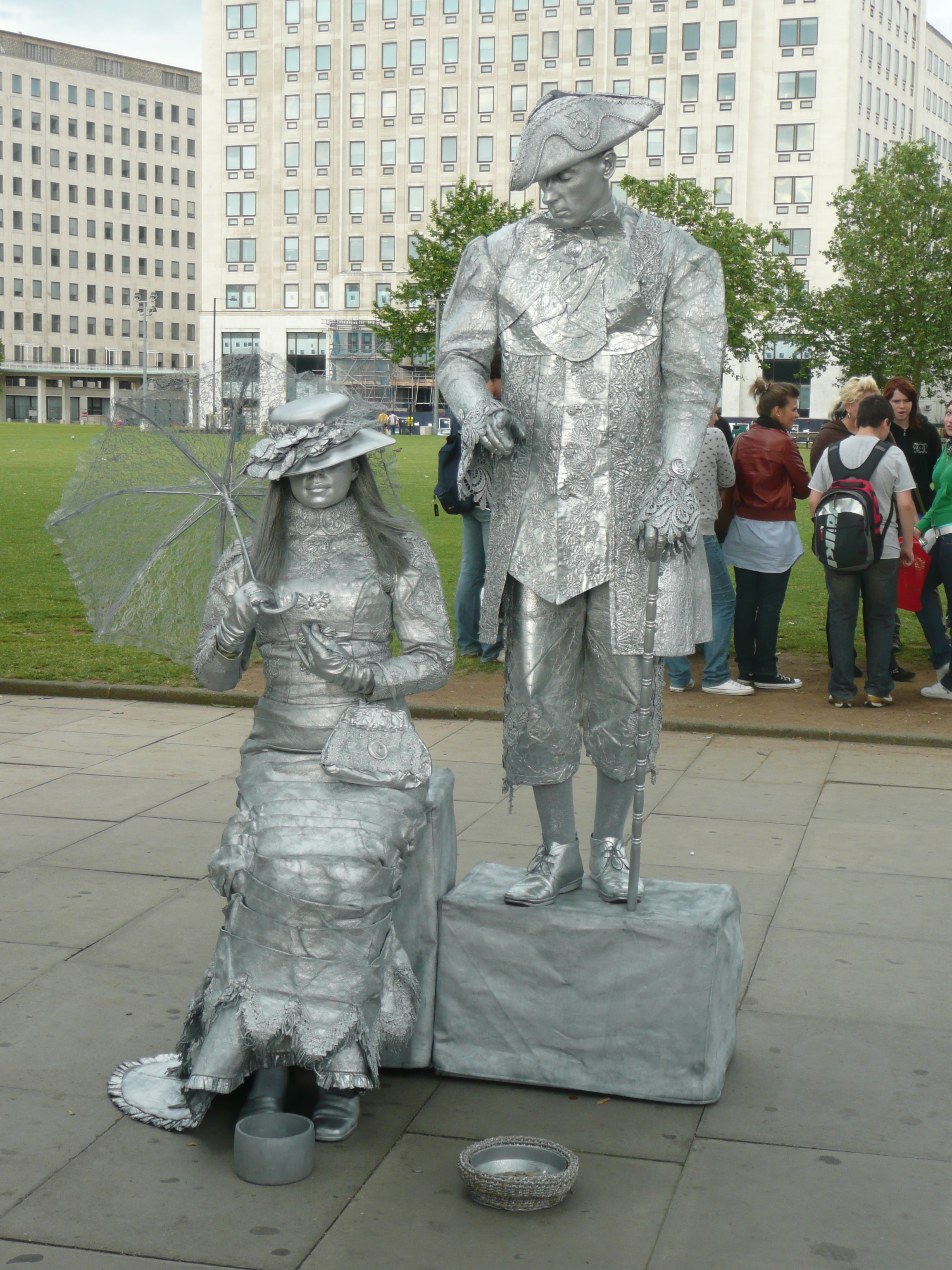

Сере́бряный/серебри́стый — цвет предметов, по внешнему виду напоминающих серебро. Белый цвет с металлическим блеском.

## Этимология
Первое употребление слова «серебряный» в отношении цвета было зарегистрировано в английском языке около 1481 года.
Согласно М. Фасмеру, слово «серебро́», известное в балто-славянских и германских языках, в русском языке, вероятно, является заимствованием из одного из восточных языков. Как предполагает В. Кульпина, судя по тому, что существительное сьрєбро, означавшее в старославянском языке как металл серебро, так и монеты из него, метафорически связано со слезами во фразе: «как серебро слезы горючие капают по щекам на землю» (акъı сьрєбро слъӡъı вьрѧштѧ ҡапаахѫ по ланитама на ӡємьѭ), вероятно, прилагательное сьрєбрьнъ уже в X—XI вв. употреблялось для обозначения цвета.

## Сфераденотации
В переносном метафорическом значении прилагательное «серебряный» определяет то, что своим видом напоминает металл серебро. В русском языке определение цвета как «серебряный» используется в отношении небесных тел (луна, месяц, звёзды); света; снега, снежинок, инея и росы; паутины; металлов («серебряная сталь»). Прилагательное серебристый (имеющий отлив как у серебра, блестяще-белый) также применяется в описании явлений природы и природных объектов, внешности человека, растений, пород животных, их меха. Седина человека традиционно связывается с цветом серебра: серебряная седина, серебряные пряди, серебряная голова, серебряные волосы. При этом такое определение показывает позитивную оценку собственно обладателя седых волос. Кульпина отмечает, что это цветообозначение одно из «особенно любимых» у русского этноса. Понятие серебряного цвета эмоционально окрашено положительно.
В художественной прозе и поэзии количество существительных, определяемых прилагательным «серебряный» расширяется за счёт ассоциаций, ограниченных лишь художественной фантазией и творческим замыслом автора.

## Фольклор
В мифологии карелов серебряный цвет, возможно, как признак отсутствия цвета, телесности или указание на родство с луной, которая находится в оппозиции солнцу и покровительствует «потусторонним силам», является атрибутом «хозяев воды». Длинные волосы водных существ очень блестящие, они расчёсывают их гребнем из серебра, меди или белого цвета, но всегда блестящим. В одном из мифов, относящемся к более позднему времени, водяной расчёсывает серебряные волосы золотым гребнем. В мордовской мифологии серебро считается «женским» металлом, имеющим защитное свойство, связанным с луной, которая есть «пристанище мёртвых». Само серебро и его признак «серебряный» ассоциируются с «честью, мудростью, мягкостью, гибкостью и мастерством». Серебряный цвет у мордовцев — цвет «опыта и старости». В одном из вариантов заговора от ожогов фигурируют богиня огня Толава в серебряной кофте и бог огня Толатю с серебряной бородой — в этом заговоре серебряный цвет символизирует стихию огня.
В бурятской версии героического эпоса «Абай Гэсэр» родоначальник девяти небожителей Оёр Мунхэ тэнгрия имел два цветовых эпитета: Саган (светлый, белый) и, иногда, «близкий по семантике» Мунгэн (серебряный).

## Вгеральдике, эмблематике, вексиллологии
Серебряным цветом обозначается серебро, один из двух металлов, принятых наряду с золотом для использования в гербах.
Серебряный — классический цвет звёзд в старой эмблематике, и большинство современных государств продолжает придерживаться этого правила. Орденская шестиконечная звезда также в настоящее время имеет цвет серебряный или белый. Эти цвета стали применяться после Второй мировой войны, так как во время нее германские национал-социалисты ввели для опознания евреев маркировку их одежды жёлтой шестиконечной звездой. Таким образом жёлтый цвет орденской шестиконечной звёзды, употреблявшийся в XVIII—XIX веках, получил отрицательную коннотацию и был заменён на серебро (белый цвет).
Серебряным цветом также изображаются следующие знаки: звёзды (традиционно), кирка (наряду с черным и белым цветами), крылья (в эмблемах транспортных компаний в СССР), ключ гаечный (разводной) и ключ замочный (герб Ватикана), дубинка (палица), шишки ели (наряду с золотом), дубовые листья (наряду с зелёным и золотым цветом), лавровая ветвь (на орденах и медалях серебристого цвета), фигуры животных — волк (в виде исключения), лев (иногда), дракон (флаг Бутана). Луна (полная или, в исламской традиции, полумесяц) как в европейской, так и в восточной геральдике изображается серебряным цветом. При этом, отмечает историк В. Похлёбкин, на Востоке, в геральдике серебряный цвет, так как связан с весьма почитаемой Луной, ставится выше золотого. Так, государственная эмблема Узбекской ССР — урак (небольшая коса) и молот — с 1927 по 1978 год изображалась именно серебряным цветом, до того, как советские геральдисты, не вникая в смысл применения этого цвета для эмблемы, сменили его на золотой. Иногда серебряный (или белый) цвет придаётся Солнцу. Лучи Солнца, согласно правилам геральдики, должны быть того же цвета, что и диск.
Серебро используется также при изображении геральдического вооружения эмблем в виде животных и фантастических существ — копыт, лап, когтей, глаз, клювов, рогов и тому подобного. Выделение их цветом, отличным от основного цвета фигуры, обязательно указывается при блазонировании.
Серебряный цвет — один из разрешенных цветов (главный — золотой) для буквенных обозначений на знамёнах и гербах.
Цвета государственного знамени Российской империи, созданного для коронации императора Александра II (1856), было составлено из так называемых гербовых цветов. Гербом империи был двуглавый орёл чёрного цвета на золотом щите, на груди его изображён серебряный Георгий Победоносец. Разработчик нового знамени барон Кёне установил гербовыми цветами России чёрный, золотой (жёлтый) и серебряный (белый).

## Рекламаимаркетинг
Серебряный, в отличие от родственного ему серого цвета, воспринимается как его противоположность. С серым цветом связываются такие положительные понятия, как хорошие тон и вкус, изящество, элегантность, благородство. Однако серый ассоциируется также с давних времён с меланхолией, печалью, бедностью, увяданием, теснотой городской среды, посредственностью. 
Согласно результатам исследования рекламы автомобилей, проведённого в начале 2000-х годов, японский потребитель предпочитает холодные, спокойные цвета: голубой, серебристый и тёмно-серый. У местной аудитории они не вызывают возбуждения, создают более привлекательный образ рекламируемой продукции и представляются традиционными. 
Сочетанием серебряного цвета, а также золотистого, красного, с чёрным в рекламе подчёркивается высокое качество товара и его принадлежность к классу предметов роскоши.
Производители техники широко используют серебряный цвет для корпусов различных изделий — от мобильных телефонов до автомобилей. Так, по сведениям компании Axalta, специализирующейся на разработке и производстве лакокрасочных покрытий, в США серебристый цвет был самым популярным цветом для автомобиля в 2001—2005 годах. По данным службы бесплатных объявлений Slando в 2011 году был составлен рейтинг самых распространённых в России цветов подержанных автомобилей. Было проанализировано около 90 тысяч объявлений о продаже машин. Серебряный цвет и серебристый металлик составили 14,5 процентов от общего количества предложений, возглавив Топ-10 самых популярных цветов. На втором месте с результатом 14,1 процентов фигурировал чёрный цвет кузова (включая чёрный металлик).
Серебряный цвет определяется как цвет будущего, футуристический. Он ассоциируется с цветом скафандров космонавтов, астрономических объектов.

## Индустрия моды
С началом освоения человеком космоса модными стали костюмы в футуристическом стиле, появился «стиль астронавтов» или «космический стиль». Ведущий кутюрье Флоренции Эмилио Пуччи в 1965 году отметил, что мода не может не заметить того, что человек впервые свободно выходит в космос. В 1964 году Андре Курреж выпустил коллекцию одежды «Space Age» для молодёжи из материалов, имеющих блеск, в том числе серебряного цвета. Чтобы ещё больше связать её с космической темой, кутюрье добавил шлем и защитные очки, которые носили астронавты. Журнал «Queen» так отозвался о «Space Age»: «Серебристая одежда вписывается в современную моду, как космонавт в свой корабль». Серию коллекций «по космическим мотивам» завершил в 1979 году Тьери Мюглер с серебряными платьями и накидками в виде крыльев, которыми махали модели. С этого момента космическая тема появлялась на подиумах эпизодически.
Для героини фильма «Двое на дороге» (1967) было выбрано платье из серебристых дисков, соединённых кольцами, из коллекции Пако Рабана «The Unwearables». Неудобное платье холодного цвета, в котором появляется исполнительница главной роли Одри Хепбёрн, символизирует её разлад с мужем.  
С течением времени модные тренды изменялись неоднократно, и металлик и серебряный цвет то становились лишь признаком праздничной одежды (в основном новогодних праздников), то снова объявлялись приоритетными, как это было, например, в весеннем сезоне 2023 года. Весенние коллекции домов моды Gucci, Versace и Chanel были построены на этих цветах, несмотря на то, что это время года обыкновенно связывается с яркими и насыщенными оттенками радуги. Предлагались не только вечерние платья из ткани серебряного цвета, но также и обувь, аксессуары, предметы одежды для сочетания с вещами из базового гардероба чёрного, синего и белого цветов и даже трикотаж из серебристой пряжи.

## Дизайн интерьера
«Фабрика» или «Серебряная Фабрика» — так называлась арт-студия Энди Уорхола в Нью-Йорке, она действовала с 1962 года и несколько раз меняла адреса. В книге «Мой поп-арт» Уорхол вспоминает, что своё название его студия получила потому, что фотограф и художник Билли Нэйм, который делил с ним квартиру, очень любил серебряный цвет. Обитатели Фабрики покрасили стены всех помещений вплоть до туалета в серебряный цвет: «… это — цвет будущего, цвет космоса, цвет космических скафандров. Но ещё это и цвет прошлого, цвет старого Голливуда (когда актрис снимали на серебряном фоне)»[значимость факта?].

## В искусстве
В древнерусской живописи серебряный цвет использовался для фонов и нимбов, изображения ассиста — штрихов на крыльях ангелов, складках одежды, предметах интерьера и архитектурных мотивах. Нереалистичные фоны русских икон золотого, серебряного, белого или кремового цветов были призваны показать отличие изображения от земной природы. Фоны этих цветов символизировали сферу представлений о горнем мире, возвышавшемся над дольним, земным, греховным миром.
Для передачи серебряного цвета в русской иконописи применялось сусальное серебро и, очень редко, олово. Сусальное серебро встречается гораздо реже золота, самый ранний пример его использования для передачи цвета — нимб на иконе «Николай Чудотворец» начала XIII века (ГТГ, происходит из Новодевичьего монастыря). В русской иконописи с XVI века применялся так называемый «двойник» — это были скованные между собой листки сусального золота и серебра, где нижняя сторона имела серебряный цвет. Света́, элементы окружения, орнаменты фона иногда прорисовывались творёным серебром. Для получения металлического блеска краску после нанесения полировали камнем (агат) или натуральным зубом животного. Наиболее широко творёное серебро использовалось в XVII—XVIII веках. Гораздо чаще сусальное серебро встречается в иконах, начиная с XVII века, в более позднее время — в произведениях белорусских и украинских иконописцев.
Серебряным цветом в Средние века писали украшения и изделия из серебра.
В монументальной мозаике серебряный цвет использовался в Византийской империи — в мозаиках Софийского собора это один из преобладающих цветов наряду с серым, золотым, красным и синим. Мозаичные кубики серебряного цвета делались из кубиков белых, на которые накладывалась серебряная фольга, покрываемая защитным тонким слоем расплавленного стекла. Мозаичисты Древней Руси также использовали смальту золотого и серебряного цветов. Исследователи насчитали в мозаиках Софии Киевской 25 оттенков золота и 9 серебра.

## Веб-цвета

### Серебряный
Начиная с версии HTML 3.2 цветом silver называется один из 16 основных VGA-цветов.
- HTML-пример: <body bgcolor="silver">
- CSS-пример: body  { background-color:silver; }